# Ка-Пезаро
Ка-Пезаро (італ. Ca' Pesaro) — палац у Венеції, в районі Санта-Кроче, на Гранд-каналі.
Створений архітектором Бальдассаром Лонгеною. Будівництво було завершене тільки в 1710 році.
У 1899 році герцогиня Фелісіта Бевілакуа ла Маса заповіла місту свій будинок. 
З 1902 року в палаці розташовується музей модерністського мистецтва.